# Фервуд (округ Спокен, Вашингтон)
Фервуд (енгл. Fairwood, Spokane County) насељено је место без административног статуса у америчкој савезној држави Вашингтон.

## Демографија
По попису из 2010. године број становника је 7.905, што је 1.141 (16,9%) становника више него 2000. године.
| Група             | 2000.         | 2010.         |
| Белци             | 6.290 (93,0%) | 7.066 (89,4%) |
| Афроамериканци    | 35 (0,5%)     | 79 (1,0%)     |
| Азијати           | 110 (1,6%)    | 158 (2,0%)    |
| Хиспаноамериканци | 151 (2,2%)    | 255 (3,2%)    |
| Укупно            | 6.764         | 7.905         |